# それは突然やってくる
『それは突然やってくる』（それはとつぜんやってくる）は、奥井雅美の通算18作目のシングルである。

## 概要
- 自身初となるマキシシングルで、かつノンタイアップの楽曲である。
- カップリングには前作の「labyrinth」と「時に愛は」のライヴ音源を収録している[1]。

## 音楽性
- 「eternal promise [DECK version]」は、テレビ東京系テレビアニメ『それゆけ!宇宙戦艦ヤマモト・ヨーコ』の挿入歌である「eternal promise」[注釈 1]のリメイクで、佐藤秀樹がクリスマス風にアレンジされている。また、アルバム『NEEI』では奥井自身が編曲を手掛けた『ver 091』として収録されている。

## 収録曲
| 全作詞: 奥井雅美。 |                                                  |           |                    |          |      |
| #                  | タイトル                                         | 作詞      | 作曲               | 編曲     | 時間 |
| 1.                 | 「それは突然やってくる」                         | 奥井雅美  | 矢吹俊郎           | 矢吹俊郎 | 4:14 |
| 2.                 | 「eternal promise [DECK version]」               | 奥井雅美  | 奥井雅美・矢吹俊郎 | 佐藤秀樹 | 5:46 |
| 3.                 | 「それは突然やってくる」(INSTRUMENTAL)           | 奥井雅美  |                    |          | 4:14 |
| 4.                 | 「eternal promise [DECK version]」(INSTRUMENTAL) | 奥井雅美  |                    |          | 5:49 |
| 5.                 | 「labyrinth 〜Live〜」                           | 奥井雅美  | 矢吹俊郎           | 矢吹俊郎 | 4:36 |
| 6.                 | 「時に愛は 〜Live〜 [ITARU version]」            | 奥井雅美  | 矢吹俊郎           | 渡辺格   | 5:15 |
| 合計時間:          | 合計時間:                                        | 合計時間: | 合計時間:          | 29:54    |      |

## 参加ミュージシャン
| それは突然やってくる - Synth-programming & keyboards & guitars : 矢吹俊郎 - Bass : 住吉中 - Sax : 藤陵雅裕 - Chorus : 奥井雅美 eternal promise [DECK version] - Synth-programming & keyboards : 佐藤秀樹, 矢吹俊郎 - Guitars : 矢吹俊郎 - Chorus : 奥井雅美, Keiko Kajimoto | labyrinth 〜Live〜 - Synth-programming & keyboards : 大平勉, 矢吹俊郎 - Drums : 佐藤強一 - Bass : 住吉中 - Guitars : 渡辺格, 遠藤太郎 - Chorus : 遠藤ケロ, 竹内千佳 時に愛は 〜Live〜 [ITARU version] - Synth-programming & keyboards : 大平勉, 矢吹俊郎 - Drums : 佐藤強一 - Bass : 住吉中 - Ac.Guitars : 渡辺格, 遠藤太郎 - Soprano Sax : 藤陵雅裕 - Chorus : 遠藤ケロ, 竹内千佳 |